# マルクス・ウァレリウス・メッサッラ・バルバトゥス
マルクス・ウァレリウス・メッサッラ・バルバトゥス（Marcus Valerius Messalla Barbatus, 紀元前12年 - 21年）は、ユリウス＝クラウディウス朝の人物。
父はマルクス・ウァレリウス・メッサッラ・メッサッリヌス、母は小マルケッラ、母方の祖母は小オクタウィア（アウグストゥスの姉）となる。異父姉にクラウディア・プルクラがいる。
彼はアウグストゥスの姪ドミティア・レピダと結婚しているが、具体的な日付は分かっていない。2人の間には娘が生まれ、メッサリナと名付けられた。メッサリナはローマ皇帝クラウディウスの妃となった。
20年にコンスルを務めたが、詳しい事はよく分かっていない。一説には若くして死亡したのではとも言われている。